# Lavotchkine La-156
Le Lavotchkine La-156 (en russe : Лавочкин Ла-156) était un prototype de chasseur à réaction conçu et fabriqué en Union des républiques socialistes soviétiques par le bureau d'études (OKB) Lavotchkine au début de la Guerre froide.